# Lista över offentlig konst i Helsingborgs kommun
Lista över offentlig konst i Helsingborgs kommun är en ofullständig förteckning över främst utomhusplacerad offentlig konst (113 stycken) i Helsingborgs kommun.
| Titel                                                 | Konstnär(er)                     | Årtal    | Beskrivning                  | Typ - material                              | Plats Koordinater                                                     | Bild                                                             |
| ----------------------------------------------------- | -------------------------------- | -------- | ---------------------------- | ------------------------------------------- | --------------------------------------------------------------------- | ---------------------------------------------------------------- |
| Minnesmärke över Gustaf VI Adolf                      | Gunvor Svensson Lundkvist        | 1971     |                              | Brons och granit                            | Sofiero slottspark koordinater saknas                                 |                                                                  |
| Seeing red Även känd som: Ättehögens ande             | George Rammell                   | 1988     |                              | Granit                                      | Sofiero slottspark koordinater saknas                                 | Seeing red                                                       |
| Inside out                                            | Jiro Sugawara                    | 1988     |                              | Granit                                      | Sofiero slottspark koordinater saknas                                 |                                                                  |
| Canek                                                 | Olle Bonniér                     | 1990     |                              | Granit och bemålad plåt                     | Sofiero slottspark koordinater saknas                                 |                                                                  |
| Liggande monolit                                      | Marja Sikström                   | 1994     |                              | Diabas                                      | Sofiero slottspark koordinater saknas                                 |                                                                  |
| Stämgaffel Även känd som: Diapasson                   | Marcel Petit                     | 1987     |                              | Diabas                                      | Sofiero slottspark koordinater saknas                                 |                                                                  |
| Boalt                                                 | David Marshall                   | 1987     |                              | Diabas                                      | Sofiero slottspark koordinater saknas                                 |                                                                  |
| Ackumulation no 5                                     | Atsuo Okamota                    | 1988     |                              | Diabas                                      | Sofiero slottspark koordinater saknas                                 |                                                                  |
| The Öresund moonslipper                               | Michel Sprogis                   | 1987     |                              | Diorit                                      | Sofiero slottspark koordinater saknas                                 |                                                                  |
| Bron                                                  | Michael Prentice                 | 1987     |                              | Granit                                      | Sofiero slottspark koordinater saknas                                 |                                                                  |
| Lejonlabyrinten                                       | Ingegerd Lundahl Marja Sikström  | 1990     |                              | Granit och diabas                           | Sofiero slottspark koordinater saknas                                 |                                                                  |
| Stensättning i grå granit                             | Gunilla Bandolin                 | 1991     |                              | Granit                                      | Sofiero slottspark koordinater saknas                                 |                                                                  |
| Obelisk                                               | Tomas Nordbäck                   | 2001     |                              | Granit                                      | Sofiero slottspark koordinater saknas                                 |                                                                  |
| Kärlekssång                                           | Christel Khan                    | 1999     |                              | Terazzo                                     | Sofiero slottspark koordinater saknas                                 |                                                                  |
| Segel                                                 | Tomas Nordbäck                   | 2001     |                              | Diabas                                      | Sofiero slottspark koordinater saknas                                 |                                                                  |
| Äppleskrott                                           | Olle Blad                        | 2000     |                              | Brons                                       | Sofiero slottspark koordinater saknas                                 |                                                                  |
| Fontän                                                | Aron Sandberg                    | 1917     |                              | Granit                                      | Sofiero slottspark koordinater saknas                                 |                                                                  |
| Bautastenen                                           | Okänd                            | 1865     |                              |                                             | Sofiero slottspark koordinater saknas                                 |                                                                  |
| Moder och barn                                        | Britta Nehrman                   | 1957     |                              | Skulptur - Brons                            | Furutorpsplatsen koordinater saknas                                   | Moder och barn                                                   |
| Kattan                                                | Anders Olson                     | 1919     |                              | Skulptur - Brons                            | Furutorpsplatsen koordinater saknas                                   |                                                                  |
| Hjulet                                                | Lars Trollberg                   | 1977     |                              | Skulptur - Gjutjärn målat med järnmönja     | Konsul Olssons plats koordinater saknas                               |                                                                  |
| Hästen                                                | Åke Thornblad                    | 1988     |                              | Skulptur - Driven kopparplåt                | Kopparmölleparken koordinater saknas                                  | Hästen                                                           |
| Flicka med blomma                                     | Knut Erik Lindberg               | 1961     |                              | Skulptur - Brons                            | Wienertorget koordinater saknas                                       |                                                                  |
| Rådjur                                                | Arvid Knöppel                    | 1952     |                              | Skulptur - Brons                            | Lussebäckstorget koordinater saknas                                   |                                                                  |
| Margaretamedaljongen Även känd som: Margaretafontänen | Carl Milles                      | 1923     |                              | Relief - Marmor / Brons                     | Margaretaplatsen 56.05563, 12.68653                                   | Margaretamedaljongen                                             |
| Hjalmar Branting                                      | Okänd                            |          | Byst av Hjalmar Branting     | Byst - Koppar?                              | Sundspärlan 56.03599, 12.72537                                        | Hjalmar Branting                                                 |
| Urna                                                  | Ferdinand Ring                   | 1860-tal |                              | Skulptur - Lergods                          | Ramlösa brunnspark 56.02204, 12.74703                                 | Urna                                                             |
| Minnessten över Birger Sjöberg                        | Okänd                            | 1982     |                              | Minnessten - Granit                         | Ramlösa brunnspark 56.02166, 12.74721                                 | Minnessten över Birger Sjöberg                                   |
| Hårlemans runsten                                     | Carl Hårleman                    | 1750     |                              | Skulptur - Granit                           | Ramlösa brunnspark 56.02273, 12.74739                                 | Hårlemans runsten                                                |
| Byst av Johan Jacob Döbelius                          | Lena Cedergren                   | 1995     | Byst av Johan Jacob Döbelius | Byst - Brons                                | Ramlösa brunnspark 56.02256, 12.74785                                 | Byst av Johan Jacob Döbelius                                     |
| Lejon                                                 | Lena Cedergren                   | 1992     |                              | Relief - Brons                              | Ramlösa brunnspark 56.02252, 12.74964                                 | Lejon                                                            |
| Bakom vågorna                                         | Gustav Kraitz och Ulla Kraitz    |          |                              |                                             | Ramlösa brunnspark 56.02176, 12.74614                                 | Bakom vågorna                                                    |
| Trippelrotation                                       | Oscar Reutersvärd                | 1996     |                              | Skulptur - Aluminium                        | Södra infarten koordinater saknas                                     |                                                                  |
| Amfora                                                | Lone Larsen                      |          |                              |                                             | Slottshöjdsparken koordinater saknas                                  |                                                                  |
| Jakt                                                  | Christian Eriksson               | 1919     |                              | Skulptur - Brons                            | Slottshagen koordinater saknas                                        | Fler bilder                                                      |
| Minnessten pestoffer                                  | Okänd                            | 1994     |                              | Minnessten - Granit                         | Slottshagen koordinater saknas                                        | Minnessten pestoffer                                             |
| Modell av Nicolaikonventet                            | Tomas Nordbäck                   |          |                              |                                             | Slottshagen koordinater saknas                                        |                                                                  |
| Modell över utställningsområdet 1903                  | Tomas Nordbäck                   |          |                              |                                             | Slottshagen koordinater saknas                                        |                                                                  |
| Sofiakällan                                           | Sussie Persson                   | 1955     |                              | Mosaik                                      | Sofiakällan koordinater saknas                                        |                                                                  |
| Interfigures                                          | Carl Fredrik Reuterswärd         |          |                              |                                             | Sundstorget koordinater saknas                                        | Interfigures                                                     |
| Flygande mattor                                       | Åsa-Maria Bengtsson              |          |                              |                                             | Sundstorget koordinater saknas                                        |                                                                  |
| Fjärilseffekt                                         | Britt-Ingrid Persson             | 1992     |                              | Skulptur - Patinerad brons                  | Stadsparken koordinater saknas                                        |                                                                  |
| Urna                                                  | Hedy Jolly-Dahlström             | 1989     |                              | Skulptur - Betong                           | Stadsparken koordinater saknas                                        |                                                                  |
| Fontän                                                | Okänd                            | 1879     |                              | Fontänskulptur - Gjutjärn                   | Stadsparken koordinater saknas                                        | Fontän                                                           |
| Bröderna                                              | John Börjeson                    | 1892     |                              | Skulptur - Brons                            | Stadsparken koordinater saknas                                        | Bröderna                                                         |
| Tuppen                                                | Palle Pernevi                    | 1968     |                              | Skulptur - Rostfritt stål                   | Vikingsbergsparken koordinater saknas                                 | Fler bilder                                                      |
| Lekande björnar                                       | Karl Bertil Nilsson              | 1966     |                              | Skulptur - Granit                           | Västra Berga parklek koordinater saknas                               |                                                                  |
| Arbeterskor vid gummifabriken                         | Jonas Högström Josefine Axelsson | 2003     |                              | Brons                                       | Bredgatan vid campus Helsingborg koordinater saknas                   | Arbeterskor vid gummifabriken                                    |
| Minnessten                                            | Anders Peter Persson             | 1942     |                              | Minnessten - Granit                         | Varvsgatan, Råå koordinater saknas                                    |                                                                  |
| Minnessten över Dag Hammarskjöld                      | Okänd                            | 1961     |                              | Minnessten - Granit                         | Dag Hammarskjölds väg koordinater saknas                              |                                                                  |
| Sail around the world                                 | Tomas Nordbäck                   |          |                              | Skulptur - Granit, koppar och cortenstål    | Öster om restaurang Parapeten 56.04426, 12.68825                      | Sail around the world                                            |
| Gångspelet                                            | Risto Karvinen                   | 1994     |                              | Jelotong                                    | Öster om restaurang Parapeten 56.04395, 12.68841                      | Gångspelet                                                       |
| Kosmiskt rum                                          | Bengt Amundin                    | 1955     |                              | Skulptur - Brons                            | Vid restaurang Parapeten 56.04434, 12.68719                           | Kosmiskt rum                                                     |
| Sjömansmonumentet                                     | Robert Nilsson                   | 1950     |                              | Fontänskulptur - Granit och diabas          | Vid restaurang Parapeten 56.04446, 12.68747                           | Sjömansmonumentet                                                |
| Vatten ur berget                                      | Sven-Ingvar Andersson            | 1997     |                              | Granit                                      | Mariakyrkan koordinater saknas                                        |                                                                  |
| Fiskafänget                                           | Sven Lundqvist                   | 1955     |                              | Fontänskulptur - Brons                      | Gustav Adolfs torg koordinater saknas                                 | Fiskafänget                                                      |
| Sammanstråla                                          | David Svensson                   |          |                              |                                             | Gustav Adolfs torg koordinater saknas                                 |                                                                  |
| Liten sjöjungfru                                      | Ragnhild Schlyter                | 1943     |                              | Fontänskulptur - Granit                     | Gustav Adolfs torg koordinater saknas                                 | Liten sjöjungfru                                                 |
| Bernadottemonumentet                                  | Fredrik Blom                     | 1843     |                              | Skulptur - Gjutjärn                         | Helsingörskajen koordinater saknas                                    | Bernadottemonumentet                                             |
| Sjöfartsgudinnan                                      | Carl Milles                      | 1923     |                              | Skulptur - Brons                            | Hamntorget koordinater saknas                                         | Sjöfartsgudinnan                                                 |
| Vattenmosaiker Även känd som: Blåbärspajerna          | Betty Engholm                    | 1994     |                              | Skulptur - Betong och höganäskakel          | Stortorget koordinater saknas                                         | Vattenmosaiker                                                   |
| Sekvens                                               | Arne Jones                       | 1959     |                              | Fontänskulptur - Koppar och granit          | Idrottens hus koordinater saknas                                      | Sekvens                                                          |
| Skiljevägg                                            | Gösta Wallmark                   |          |                              | Skulptur - Målad metall                     | Knutpunkten koordinater saknas                                        |                                                                  |
| Modell av S:t Clemens kyrka                           | Okänd                            |          |                              |                                             | S:t Clemensgatan koordinater saknas                                   |                                                                  |
| Torso                                                 | Christian Berg                   | 1957     |                              | Skulptur - Granit                           | Konserthuset koordinater saknas                                       | Torso                                                            |
| För öppen ridå                                        | Sven Lundqvist                   | 1978     |                              | Skulptur - Kalksten                         | Teatertorget 56.05003, 12.68902                                       | För öppen ridå                                                   |
| Bon Voyage                                            | Carl Magnus                      | 1992     |                              | Fontänskulptur - Brons                      | Kungstorget koordinater saknas                                        |                                                                  |
| Ring                                                  | Sven-Ingvar Andersson            | 1994     |                              | Fontänskulptur - Koppar                     | Kungstorget koordinater saknas                                        | Ring                                                             |
| Mosaiker                                              | Sven Börtz                       | 2003     |                              | Glaserad klinker                            | Mäster Palms plats koordinater saknas                                 |                                                                  |
| Mäster Palm                                           | Ture Johansson                   | 1955     |                              | Skulptur - Brons                            | Mäster Palms plats koordinater saknas                                 | Mäster Palm                                                      |
| Från skymning till gryning                            | Ebba Matz                        | 1999     |                              | Skulptur - Fiberoptik i stenläggning        | Henry Dunkers plats koordinater saknas                                |                                                                  |
| Nigra                                                 | Escofet                          | 1999     |                              | Gjuten stenmassa                            | Norra hamnen 56.05035, 12.68613                                       | Nigra                                                            |
| Excent                                                | Jonas Palmius                    | 1999     |                              | Brons                                       | Norra hamnen 56.04819, 12.68763                                       | Excent                                                           |
| Tre kvinnor                                           | Lilian Nordberg                  | 2005     |                              | Brons                                       | Kungsparken 56.05001, 12.68775                                        | Tre kvinnor                                                      |
| Väktare                                               | Johnny Martinsson                | 1999     |                              | Brons                                       | Norra hamnpiren koordinater saknas                                    |                                                                  |
| Svart riddare                                         | Johnny Martinsson                | 1999     |                              | Diabas                                      | Norra hamnpiren koordinater saknas                                    |                                                                  |
| Blå träd                                              | Inger Weichselbaumer             | 1995     |                              | Skulptur - Sprutmålad plåt                  | Gröningen koordinater saknas                                          |                                                                  |
| Modell av Billehuset                                  | Okänd                            |          |                              |                                             | Billeplatsen koordinater saknas                                       |                                                                  |
| Byst av Ruben Rausing                                 | Thure Thörn                      | 1988     |                              | Skulptur - Brons                            | Ruben Rausings torg, Råå koordinater saknas                           | Byst av Ruben Rausing                                            |
| Modell av himmelriket                                 | Okänd                            |          |                              |                                             | Himmelriksgränd koordinater saknas                                    |                                                                  |
| Lekande ungdom Även känd som: Arildfontänen           | Axel Wallenberg                  | 1940     |                              | Fontänskulptur - Brons                      | Sankt Jörgens plats koordinater saknas                                | Lekande ungdom                                                   |
| Magnus Stenbocksstatyn                                | John Börjeson                    | 1901     |                              | Skulptur - Brons                            | Stortorget 56.04622, 12.69328                                         | Magnus Stenbocksstatyn                                           |
| Kandelaber                                            | Okänd                            | 1859     |                              | Skulptur - Gjutjärn                         | Stortorget koordinater saknas                                         | Ladda upp en bild av detta konstverk                             |
| Helsingborgs stadsmodell                              | Tomas Nordbäck                   | 2006     |                              | Brons                                       | Stortorget koordinater saknas                                         | Helsingborgs stadsmodell                                         |
| David                                                 | Ivar Johnsson                    | 1922     |                              | Skulptur - Brons                            | Konsul Trapps plats koordinater saknas                                | Fler bilder                                                      |
| Modell av gamla rådhuset                              | Tomas Nordbäck                   |          |                              |                                             | Stortorget koordinater saknas                                         | Modell av gamla rådhuset                                         |
| Byst av Henry Dunker                                  | Vitalis Gustafson                | 1932     |                              | Skulptur - Brons                            | Henry Dunkers plats 56.05036, 12.68884                                | Byst av Henry Dunker                                             |
| Tycho Brahebrunnen                                    | Astrid Aagesen Gustaf Widmark    | 1923     |                              | Fontänskulptur - Brons och sandsten         | Tycho Brahes plats koordinater saknas                                 | Tycho Brahebrunnen                                               |
| Sundets pärla                                         | Tomas Nordbäck                   | 1985     |                              | Fontänskulptur - Rostfritt stål             | Ålgränden/Drottninggatan 56.04873, 12.69105                           | Sundets pärla                                                    |
| Saturnus                                              | Bertil Englert                   |          |                              |                                             | Maria Park koordinater saknas                                         |                                                                  |
| Minnessten över slaget vid Ringstorp 1710             | Okänd                            | 1860     |                              | Minnessten                                  | Ringstorps vattenreservoar koordinater saknas                         | Ladda upp en bild av detta konstverk                             |
| Minnessten över slaget vid Ringstorp 1710             | Arne Ljung                       | 1960     |                              | Minnessten                                  | Ringstorps vattenreservoar koordinater saknas                         |                                                                  |
| Byst av konsul Nils Persson                           | Sven Andersson                   | 1914     |                              | Skulptur - Brons                            | Utanför konsul Perssons villa koordinater saknas                      | Byst av konsul Nils Persson                                      |
| Sulitelmastenen                                       | Okänd                            |          |                              | Springvatten - Svavelkis                    | Utanför konsul Perssons villa koordinater saknas                      |                                                                  |
| Ecce humor                                            | Lars Bergström Mats Bigert       | 2003     |                              | Relief - Rostfritt stål                     | Sundstorgsgaraget koordinater saknas                                  |                                                                  |
| Sex pelare                                            | Jörgen Nash                      | 1998     |                              | Relief - Emaljerad stålplåt                 | Ramlösa station koordinater saknas                                    |                                                                  |
| Solvindar                                             | Olle Bonniér                     | 2001     |                              | Skulptur - Målad glasfiberarmerad polyester | Rydebäcks station 55.9663, 12.783                                     |                                                                  |
| Haren väntar                                          | Suzanne Andersson                | 2002     |                              | Skulptur - Brons                            | Vallåkra station 55.9639, 12.8618                                     |                                                                  |
| Söderstjärnan                                         | Olle Blad                        | 1990     |                              | Skulptur - Ädelstål och akrylglas           | Korsningen Bredgatan/Oljehamnsleden koordinater saknas                | Söderstjärnan                                                    |
| Da Capo                                               | Harry Lootjens                   | 1992     |                              | Skulptur - Brons och sten                   | Reningsverket koordinater saknas                                      |                                                                  |
| Okänd titel                                           | Okänd                            |          |                              | Skulptur - Granit                           | Örbyverket koordinater saknas                                         |                                                                  |
| Känn dej som hemma, Finn fem fel, Växthuset           | Tom Bogaard                      | 2006     |                              | Blandteknik                                 | Polismyndigheten i Skåne/Polishuset (inomhus) koordinater saknas      | Det är troligen inte ok att ladda upp en bild av detta konstverk |
| Atlanter                                              | Maria Friberg                    | 1999     |                              | Fotografi                                   | koordinater saknas                                                    |                                                                  |
| Änglavakt                                             | Stina Ekman                      | 2006     |                              | Skulptur                                    | Polismyndigheten i Skåne / Polishuset koordinater saknas              |                                                                  |
| Kärl och bänkar                                       | Ann Jansson                      | 1999     |                              | Skulptur                                    | koordinater saknas                                                    |                                                                  |
| Ljusbärare och Spiral                                 | Lone Larsen                      | 2000     |                              | Skulptur                                    | koordinater saknas                                                    |                                                                  |
| How are you                                           | Anne Katrine Dolven              | 2002     |                              | Video                                       | Dunkers Kulturhus, restaurangen (inomhus) koordinater saknas          | Det är troligen inte ok att ladda upp en bild av detta konstverk |
| Kommunal extas                                        | Mikael Pauli                     | 2002     |                              | Installation                                | Dunkers Kulturhus, huvudentrén (inomhus) koordinater saknas           | Det är troligen inte ok att ladda upp en bild av detta konstverk |
| 39 flammor + Natur                                    | PO Persson                       | 2003     |                              | Skulptur                                    | Räddningscentral/brandstation, entréhall (inomhus) koordinater saknas | Det är troligen inte ok att ladda upp en bild av detta konstverk |
| Vattenliv                                             | Ann Makander                     | 2003     |                              | Måleri                                      | Räddningscentralen/brandstation, foaljé (inomhus) koordinater saknas  | Det är troligen inte ok att ladda upp en bild av detta konstverk |
| Organiskt Universum, Bioplex III                      | Per Svensson                     | 2004     |                              | Skulptur                                    | Campus Helsingborg, Universitetsplatsen koordinater saknas            |                                                                  |
| Transire                                              | Ann Edholm                       | 2005     |                              | Måleri                                      | Helsingborgs tingsrätt (inomhus) koordinater saknas                   | Det är troligen inte ok att ladda upp en bild av detta konstverk |
| Humanisten                                            | Ulla Kraitz och Gustav Kraitz    | 2021     |                              | Skulptur - Brons och sten                   | Ångfärjeparken koordinater saknas                                     |                                                                  |
| Flöjtspelande gosse                                   | Wive Larsson                     |          |                              |                                             | Västra Berga koordinater saknas                                       |                                                                  |